# Coppa Latina 1997 (hockey su pista)
La Coppa Latina 1997 è stata la 15ª edizione dell'omonima competizione europea di hockey su pista riservata alle squadre nazionali. Il torneo ha avuto luogo dal 22 al 23 febbraio 1997.
La vittoria finale è andata alla nazionale della Spagna che si è aggiudicata il torneo per la quinta volta nella sua storia.

## Formula
La Coppa Latina 1997 vede la partecipazione delle nazionali della Francia, dell'Italia, del Portogallo e della Spagna. La manifestazione fu organizzata con la formula delle final four con semifinali e finali ad eliminazione diretta.

## Risultati

### Semifinali
| Olhão 22 febbraio 1997 | Francia | 1 – 2 | Portogallo |  |

| Olhão 22 febbraio 1997 | Italia | 1 – 6 | Spagna |  |

### Finale 3º/4º posto
| Olhão 23 febbraio 1997 | Francia | 3 – 2 | Italia |  |

### Finale 1º/2º posto
| Olhão 23 febbraio 1997 | Portogallo | 0 – 1 | Spagna |  |